# Liste der Kulturdenkmale in Waiblingen

Wappen von Waiblingen

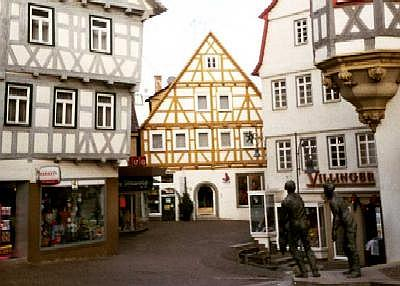
Altstadt von Waiblingen

In der Liste der Kulturdenkmale in Waiblingen sind Bau- und Kunstdenkmale der Stadt Waiblingen verzeichnet. Die Liste wurde nach dem Flächennutzungsplan 2015 des Planungsverband Unteres Remstal erstellt.
Stand dieser Liste ist der 14. Juni 2004. Ergänzt mit den historischen Ortsanalysen von Bittenfeld und Neustadt.
Diese Liste ist nicht rechtsverbindlich. Eine rechtsverbindliche Auskunft ist lediglich auf Anfrage bei der Unteren Denkmalschutzbehörde der Stadt Waiblingen erhältlich.

## Kulturdenkmale in Waiblingen
| Bild           | Bezeichnung | Lage                                                          | Datierung | Beschreibung | ID |
| -------------- | --- | ------------------------------------------------------------- | --------- | --- | -- |
|                | Friedhof, Kapelle (Nr. 23), Epitaphe des 18. Jahrhunderts und Grabmale des 19. und 20. Jahrhunderts (Sachgesamtheit) | Waiblingen, Alte Rommelshauser Straße                         |           | Geschützt nach § 2 DSchG |    |
|                | Villa Roller (Sachgesamtheit)                                                                                        | Waiblingen, Alter Postplatz 16 und 23 (Karte)                 |           | Geschützt nach § 2 DSchG |    |
|                | Karolingerschule | Waiblingen, Alter Postplatz 17 (Karte)                        |           | Geschützt nach § 2 DSchG |    |
| Weitere Bilder | Nonnenkirchle (ehem. Beinhauskapelle)                                                                                | Waiblingen, Alter Postplatz 19                                |           | Geschützt nach § 28 DSchG |    |
| Weitere Bilder | Ev. Michaelskirche                                                                                                   | Waiblingen, Alter Postplatz 21 (Karte)                        |           | Die in einem eigenumwehrten Bereich außerhalb der Altstadt über der Rems errichtete Pfarrkirche wurde 1225 erstmals erwähnt und gilt als Mutterkirche des unteren Remstales (bis ins Frühmittelalter reichende Baureste sind archäologisch belegt). Geschützt nach § 28 DSchG             |    |
|                | Gerberhaus | Waiblingen, Bädertörle 9/1 (Karte)                            |           | Geschützt nach § 2 DSchG |    |
|                | Stadtmauer | Waiblingen, Bädertörle 5,7, 9, 13, 15, 17/1, 23 (Karte)       |           | Geschützt nach § 28 DSchG |    |
|                | Gerberhaus | Waiblingen, Bädertörle 19 (Karte)                             |           | Geschützt nach § 2 DSchG |    |
|                | Gerberhaus | Waiblingen, Bädertörle 21 (Karte)                             |           | Geschützt nach § 2 DSchG | BW |
|                | Wohnhaus | Waiblingen, Bädertörle 23 (Karte)                             |           | Geschützt nach § 2 DSchG |    |
|                | Ehem. Villa Sixt | Waiblingen, Bahnhofstraße 42 (Karte)                          |           | Geschützt nach § 2 DSchG |    |
|                | Amtsgericht | Waiblingen, Bahnhofstraße 48                                  |           | Geschützt nach § 2 DSchG |    |
|                | Wohnhaus | Waiblingen, Bahnhofstraße 51 (Karte)                          |           | Geschützt nach § 2 DSchG |    |
|                | Ehem. Villa Kaiser                                                                                                   | Waiblingen, Bahnhofstraße 54 (Karte)                          |           | Geschützt nach § 2 DSchG |    |
|                | Stadtmauer | Waiblingen, Beim Hochwachtturm 3, 6, 10, 13 (Karte)           |           | Geschützt nach § 12 DSchG |    |
|                | Hochwachtturm | Waiblingen, Beim Hochwachtturm 5                              |           | Geschützt nach § 28 DSchG |    |
| Weitere Bilder | Ehem. Gasthaus zum Lamm mit Scheune                                                                                  | Waiblingen, Beim Hochwachtturm 7, 9                           |           | Geschützt nach § 2 DSchG |    |
|                | Handwerkerhaus | Waiblingen, Beim Hochwachtturm 8                              |           | Geschützt nach § 2 DSchG |    |
|                | Reste der ehem. Zehntscheune                                                                                         | Waiblingen, Beim Hochwachtturm 17                             |           | Geschützt nach § 2 DSchG |    |
|                | Stadtmauer | Waiblingen, Beim Hochwachtturm 17                             |           | Geschützt nach § 12 DSchG |    |
| Weitere Bilder | Siechenhauskapelle                                                                                                   | Waiblingen, Beinsteiner Straße 41 (Karte)                     |           | Östlich des historischen Stadtkernes gelegene ehemalige Siechenhauskapelle (gotisch mit Veränderungen). Geschützt nach § 28 DSchG |    |
|                | Zwingermauer | Waiblingen, Bürgermühlenweg 3, 5                              |           | Geschützt nach § 28 DSchG |    |
|                | Bürgermühle (ohne Mühlenanbau)                                                                                       | Waiblingen, Bürgermühlenweg 11, 12 (Karte)                    |           | Geschützt nach § 2 DSchG |    |
|                | Grabenstreiche | Waiblingen, Bürgermühlenweg 13 (Karte)                        |           | Geschützt nach § 28 DSchG |    |
|                | Bahnhof mit Nebengebäude (Sachgesamtheit)                                                                            | Waiblingen, Devizestraße 4, 5                                 |           | Geschützt nach § 2 DSchG |    |
|                | Wohnhaus | Waiblingen, Fuggerstraße 19 (Karte)                           |           | Geschützt nach § 2 DSchG |    |
|                | Wohnhaus | Waiblingen, Fuggerstraße 32 (Karte)                           |           | Geschützt nach § 2 DSchG |    |
|                | Stadtmauer | Waiblingen, Hadergasse 1 (Karte)                              |           | Geschützt nach § 12 DSchG |    |
|                | Stadtmauer | Waiblingen, Hadergasse 5 (Karte)                              |           | Geschützt nach § 12 DSchG |    |
|                | Wohnhaus | Waiblingen, Hadergasse 6 (Karte)                              |           | Geschützt nach § 2 DSchG |    |
|                | Wohnhaus | Waiblingen, Hadergasse 8 (Karte)                              |           | Geschützt nach § 2 DSchG |    |
| Weitere Bilder | Wohnhaus | Waiblingen, Hadergasse 12 (Karte)                             |           | Geschützt nach § 2 DSchG |    |
|                | Stadtmauer | Waiblingen, Hadergasse 14 (Karte)                             |           | Geschützt nach § 12 DSchG |    |
|                | Wohn- und Geschäftshaus                                                                                              | Waiblingen, Heinrich-Küderli-Straße 51 (Karte)                |           | Geschützt nach § 2 DSchG |    |
|                | Ziegelei | Waiblingen, Innere Weidach 4                                  |           | Geschützt nach § 2 DSchG |    |
|                | Kirchbrücke | Waiblingen, Kirchbrücke                                       |           | Geschützt nach § 2 DSchG |    |
|                | Wohnhaus | Waiblingen, Kurze Straße 2, 45, 47 (Karte)                    |           | Geschützt nach § 2 DSchG |    |
|                | Sog. Gräfin-Anna-Haus                                                                                                | Waiblingen, Kurze Straße 7 (Karte)                            |           | Geschützt nach § 2 DSchG |    |
|                | Ehem. Handwerkerhaus                                                                                                 | Waiblingen, Kurze Straße 9 (Karte)                            |           | Geschützt nach § 2 DSchG |    |
| Weitere Bilder | Ehem. Stadtschreiberei                                                                                               | Waiblingen, Kurze Straße 11 (Karte)                           |           | Geschützt nach § 2 DSchG |    |
|                | Stadtmauer | Waiblingen, Kurze Straße 15 (Karte)                           |           | Geschützt nach § 28 DSchG | BW |
|                | Wirtshaus-Ausleger                                                                                                   | Waiblingen, Kurze Straße 15 (Karte)                           |           | Geschützt nach § 2 DSchG |    |
|                | Wohn- und Geschäftshaus                                                                                              | Waiblingen, Kurze Straße 17 (Karte)                           |           | Geschützt nach § 2 DSchG |    |
| Weitere Bilder | Wohn- und ehem. Handwerkerhs. mit Scheune (Sachgesamtheit)                                                           | Waiblingen, Kurze Straße 18, 18/1, 18a (Karte)                |           | Geschützt nach § 2 DSchG |    |
|                | Stadtmauer | Waiblingen, Kurze Straße 19 (Karte)                           |           | Geschützt nach § 28 DSchG | BW |
|                | Ehem. 2. Lateinschule                                                                                                | Waiblingen, Kurze Straße 19 (Karte)                           |           | Geschützt nach § 2 DSchG |    |
|                | Gerberhaus | Waiblingen, Kurze Straße 19/1 (Karte)                         |           | Geschützt nach § 2 DSchG | BW |
|                | Wohnhaus mit Laden                                                                                                   | Waiblingen, Kurze Straße 20, 21 (Karte)                       |           | Geschützt nach § 2 DSchG |    |
|                | Untere Apotheke | Waiblingen, Kurze Straße 22                                   |           | Geschützt nach § 2 DSchG |    |
|                | Stadtmauer | Waiblingen, Kurze Straße 23, 51 (Karte)                       |           | Geschützt nach § 28 DSchG | BW |
|                | Kelleranlage | Waiblingen, Kurze Straße 23 (Karte)                           |           | Geschützt nach § 2 DSchG |    |
| Weitere Bilder | Marktdreieck | Waiblingen, Kurze Straße 24 (Karte)                           |           | [ 5 ] |    |
| Weitere Bilder | Ehem. Dekanat | Waiblingen, Kurze Straße 25 (Karte)                           |           | Geschützt nach § 2 DSchG |    |
|                | ehemalige Pfalz und Schlossgelände                                                                                   | Waiblingen, Bereich Kurze Straße 25-35, Flstnr. 34, 35, OW 24 |           | Möglicherweise in Nachfolge einer karolingischen „curtis“ ist auf dem Altstadtrücken über dem Remshochufer erstmals 1291 eine Burganlage erwähnt (Schlossumbau unter Herzog Christoph 1559–64, nach Zerstörung im Dreißigjährigen Krieg nicht wieder aufgebaut). Geschützt nach § 2 DSchG |    |
|                | Wohnhaus (ehem. geistlicher Verwaltungsfruchtkasten)                                                                 | Waiblingen, Kurze Straße 27                                   |           | Geschützt nach § 2 DSchG |    |
| Weitere Bilder | Rathausapotheke - bis 1965 Obere Apotheke                                                                            | Waiblingen, Kurze Straße 28 (Karte)                           |           | Geschützt nach § 2 DSchG |    |
|                | Gasthaus zur Traube                                                                                                  | Waiblingen, Kurze Straße 29                                   |           | Geschützt nach § 2 DSchG |    |
|                | Gasthaus zum Ratsstüble                                                                                              | Waiblingen, Kurze Straße 30 (Karte)                           |           | Geschützt nach § 2 DSchG |    |
| Weitere Bilder | Sog. Kleiner Fruchtkasten                                                                                            | Waiblingen, Kurze Straße 31 (Karte)                           |           | Geschützt nach § 2 DSchG |    |
|                | Ehem. Schlosskeller                                                                                                  | Waiblingen, Kurze Straße 33 (Karte)                           |           | Geschützt nach § 2 DSchG |    |
|                | Stadtmauer | Waiblingen, Kurze Straße 35/1, 2 (Karte)                      |           | Geschützt nach § 28 DSchG | BW |
|                | Ehem. 1. Lateinschule                                                                                                | Waiblingen, Kurze Straße 35/1, 2 (Karte)                      |           | Geschützt nach § 2 DSchG |    |
| Weitere Bilder | Gasthaus „Zur Sonne“                                                                                                 | Waiblingen, Kurze Straße 36 (Karte)                           |           | Geschützt nach § 2 DSchG |    |
| Weitere Bilder | Ev. Nikolauskirche                                                                                                   | Waiblingen, Kurze Straße 39 (Karte)                           |           | Geschützt nach § 28 DSchG |    |
|                | Ehem. Diakonat und ev. Pfarrhaus                                                                                     | Waiblingen, Kurze Straße 40 (Karte)                           |           | Geschützt nach § 2 DSchG |    |
| Weitere Bilder | Wohnhaus | Waiblingen, Kurze Straße 41 (Karte)                           |           | Geschützt nach § 2 DSchG |    |
|                | Ehem. Wohn- und Handwerkerhaus                                                                                       | Waiblingen, Kurze Straße 43 (Karte)                           |           | Geschützt nach § 2 DSchG |    |
|                | Kaufmannshaus | Waiblingen, Kurze Straße 49 (Karte)                           |           | Geschützt nach § 2 DSchG |    |
|                | Remsbrücke | Waiblingen, Lange Straße                                      |           | Geschützt nach § 2 DSchG |    |
| Weitere Bilder | Beinsteiner Tor | Waiblingen, Lange Straße 1 (Karte)                            |           | Geschützt nach § 28 DSchG |    |
|                | Stadtmauer | Waiblingen, Lange Straße 2 (Karte)                            |           | Geschützt nach § 12 DSchG | BW |
|                | Wohnhaus | Waiblingen, Lange Straße 2 (Karte)                            |           | Geschützt nach § 2 DSchG |    |
|                | Stadtmauer | Waiblingen, Lange Straße 3 (Karte)                            |           | Geschützt nach § 28 DSchG | BW |
|                | Ehem. Handwerkerhaus mit Scheune (Sachgesamtheit)                                                                    | Waiblingen, Lange Straße 3 (Karte)                            |           | Geschützt nach § 2 DSchG |    |
|                | Stadtmauer | Waiblingen, Lange Straße 4/1, 6/2 (Karte)                     |           | Geschützt nach § 12 DSchG | BW |
|                | Gasthaus „Zum Löwen“                                                                                                 | Waiblingen, Lange Straße 6 (Karte)                            |           | Geschützt nach § 2 DSchG |    |
|                | Wohnhaus | Waiblingen, Lange Straße 7 (Karte)                            |           | Geschützt nach § 2 DSchG |    |
|                | Wohnhaus | Waiblingen, Lange Straße 8 (Karte)                            |           | Geschützt nach § 2 DSchG |    |
|                | Wohnhaus | Waiblingen, Lange Straße 9 (Karte)                            |           | Geschützt nach § 2 DSchG |    |
| Weitere Bilder | Wohnhaus | Waiblingen, Lange Straße 11 (Karte)                           |           | Geschützt nach § 2 DSchG |    |
| Weitere Bilder | Ehem. Handwerkerhaus                                                                                                 | Waiblingen, Lange Straße 14 (Karte)                           |           | Geschützt nach § 2 DSchG |    |
|                | Ehem. Ackerbürgerhaus                                                                                                | Waiblingen, Lange Straße 17 (Karte)                           |           | Geschützt nach § 2 DSchG |    |
|                | Wohnhaus mit Laden                                                                                                   | Waiblingen, Lange Straße 19 (Karte)                           |           | Geschützt nach § 2 DSchG |    |
| Weitere Bilder | Wohn- und Handwerkerhaus mit Laden                                                                                   | Waiblingen, Lange Straße 20 (Karte)                           |           | Geschützt nach § 2 DSchG |    |
|                | Wohnhaus | Waiblingen, Lange Straße 21 (Karte)                           |           | Geschützt nach § 2 DSchG |    |
|                | Wohn- und Geschäftshaus                                                                                              | Waiblingen, Lange Straße 22 (Karte)                           |           | Geschützt nach § 2 DSchG |    |
| Weitere Bilder | Wohnhaus | Waiblingen, Lange Straße 24 (Karte)                           |           | Geschützt nach § 2 DSchG |    |
|                | Anbau und Scheune | Waiblingen, Lange Straße 25a (Karte)                          |           | Geschützt nach § 2 DSchG |    |
|                | Wirtshausausleger | Waiblingen, Lange Straße 27 (Karte)                           |           | Geschützt nach § 2 DSchG |    |
|                | Handelshaus | Waiblingen, Lange Straße 28 (Karte)                           |           | Geschützt nach § 2 DSchG |    |
| Weitere Bilder | Wohnhaus | Waiblingen, Lange Straße 30 (Karte)                           |           | Geschützt nach § 2 DSchG |    |
| Weitere Bilder | Ehem. Ackerbürgerhaus mit Scheune (Sachgesamtheit)                                                                   | Waiblingen, Lange Str. 31 / Scheuerngasse 2 (Karte)           |           | Geschützt nach § 2 DSchG |    |
|                | Ehem. Handwerkerhaus                                                                                                 | Waiblingen, Lange Straße 32 (Karte)                           |           | Geschützt nach § 2 DSchG |    |
| Weitere Bilder | Sog. „Alte Herberge“                                                                                                 | Waiblingen, Lange Straße 36 (Karte)                           |           | Geschützt nach § 2 DSchG |    |
| Weitere Bilder | Wohn- und Handwerkerhaus mit Scheune (Sachgesamtheit)                                                                | Waiblingen, Lange Str. 39 / Scheuerngasse 8 (Karte)           |           | Geschützt nach § 2 DSchG |    |
| Weitere Bilder | Ehem. Adelberger-Klosterhof (Kameralamt)                                                                             | Waiblingen, Lange Straße 40 (Karte)                           |           | Geschützt nach § 2 DSchG |    |
| Weitere Bilder | Wohnhaus | Waiblingen, Lange Straße 41 (Karte)                           |           | Geschützt nach § 2 DSchG |    |
| Weitere Bilder | Wohnhaus | Waiblingen, Lange Straße 44 (Karte)                           |           | Geschützt nach § 2 DSchG |    |
|                | Haus Herzog | Waiblingen, Lange Straße 45 (Karte)                           |           | Geschützt nach § 2 DSchG |    |
|                | Wohnhaus | Waiblingen, Lange Straße 47 (Karte)                           |           | Geschützt nach § 2 DSchG |    |
|                | Wohnhaus | Waiblingen, Lange Straße 48 (Karte)                           |           | Geschützt nach § 2 DSchG |    |
|                | Wohnhaus | Waiblingen, Lange Straße 49 (Karte)                           |           | Geschützt nach § 2 DSchG |    |
|                | Wohnhaus | Waiblingen, Lange Straße 51 (Karte)                           |           | Geschützt nach § 2 DSchG |    |
|                | Wohnhaus | Waiblingen, Lange Straße 57 (Karte)                           |           | Geschützt nach § 2 DSchG |    |
|                | Wohnhaus | Waiblingen, Lange Straße 58 (Karte)                           |           | Geschützt nach § 2 DSchG |    |
|                | Ehem. Torwachthaus                                                                                                   | Waiblingen, Lange Straße 61 (Karte)                           |           | Geschützt nach § 2 DSchG |    |
|                | Wohnhaus | Waiblingen, Lange Straße 63 (Karte)                           |           | Geschützt nach § 2 DSchG |    |
|                | Zwingermauer | Waiblingen, Lange Straße 64 (Karte)                           |           | Geschützt nach § 12 DSchG |    |
|                | Wohnhaus | Waiblingen, Lange Straße 65                                   |           | Geschützt nach § 2 DSchG |    |
|                | Marktbrunnen | Waiblingen, Marktplatz                                        |           | Geschützt nach § 28 DSchG |    |
| Weitere Bilder | Ehem. Oberamtsgericht                                                                                                | Waiblingen, Marktplatz 1 (Karte)                              |           | Geschützt nach § 28 DSchG |    |
|                | Wohnhaus | Waiblingen, Marktplatz 2 (Karte)                              |           | Geschützt nach § 2 DSchG |    |
|                | Kelleranlage | Waiblingen, Marktplatz 3 (Karte)                              |           | Geschützt nach § 2 DSchG |    |
| Weitere Bilder | Altes Rathaus | Waiblingen, Marktplatz 4 (Karte)                              |           | Geschützt nach § 28 DSchG |    |
|                | Ehem. Vogtei | Waiblingen, Marktplatz 5 (Karte)                              |           | Geschützt nach § 2 DSchG |    |
|                | Händlerhaus | Waiblingen, Marktplatz 7 (Karte)                              |           | Geschützt nach § 2 DSchG |    |
|                | Ehem. Handwerkerhaus                                                                                                 | Waiblingen, Mittlere Sackgasse 1 (Karte)                      |           | Geschützt nach § 2 DSchG |    |
|                | Ökonomiegebäude | Waiblingen, Mittlere Sackgasse 6 (Karte)                      |           | Geschützt nach § 2 DSchG |    |
|                | Stadtmauer | Waiblingen, Mittlere Sackgasse 8 (Karte)                      |           | Geschützt nach § 12 DSchG |    |
|                | Wohnhaus | Waiblingen, Mittlere Sackgasse 9 (Karte)                      |           | Geschützt nach § 2 DSchG |    |
|                | Scheune | Waiblingen, Neue Gasse 3 (Karte)                              |           | Geschützt nach § 2 DSchG |    |
|                | Wohnhaus | Waiblingen, Obere Sackgasse 1 (Karte)                         |           | Geschützt nach § 2 DSchG |    |
|                | Stadtmauer | Waiblingen, Obere Sackgasse 13, 17 (Karte)                    |           | Geschützt nach § 12 DSchG | BW |
|                | Wohn- und Handwerkerhaus                                                                                             | Waiblingen, Obere Sackgasse 17 (Karte)                        |           | Geschützt nach § 2 DSchG |    |
|                | Stadtmauer | Waiblingen, Obere Sackgasse 19, 21, 23 (Karte)                |           | Geschützt nach § 12 DSchG | BW |
|                | Stadtmauer | Waiblingen, Obere Sackgasse 25, 27 (Karte)                    |           | Geschützt nach § 12 DSchG | BW |
|                | Stadtmauer | Waiblingen, Obere Sackgasse 27 (Karte)                        |           | Geschützt nach § 12 DSchG | BW |
|                | Stadtmauer | Waiblingen, Pfarrgasse 1 (Karte)                              |           | Geschützt nach § 28 DSchG |    |
|                | Scheune | Waiblingen, Pfarrgasse 2 (Karte)                              |           | Geschützt nach § 2 DSchG |    |
|                | Wohnhaus | Waiblingen, Pfarrgasse 3 (Karte)                              |           | Geschützt nach § 2 DSchG |    |
|                | Weingärtnerhaus | Waiblingen, Pfarrgasse 7 (Karte)                              |           | Geschützt nach § 2 DSchG |    |
|                | Ehem. Scheune | Waiblingen, Scheuerngasse 10 (Karte)                          |           | Geschützt nach § 2 DSchG |    |
|                | Ehem. städtisches Korn- und Rathaus                                                                                  | Waiblingen, Schmidener Straße 1 (Karte)                       |           | Geschützt nach § 2 DSchG |    |
|                | Wohnhaus | Waiblingen, Schmidener Straße 2, 3 (Karte)                    |           | Geschützt nach § 2 DSchG |    |
|                | Ehem. Wohn- und Händlerhaus                                                                                          | Waiblingen, Schmidener Straße 7 (Karte)                       |           | Geschützt nach § 2 DSchG |    |
|                | Ehem. Händlerhaus mit Scheune                                                                                        | Waiblingen, Schmidener Straße 9 (Karte)                       |           | Geschützt nach § 2 DSchG |    |
|                | Stadtmauer | Waiblingen, Schmidener Straße 10, 11, 12                      |           | Geschützt nach § 12 DSchG |    |
|                | "Feldmesserhaus" | Waiblingen, Schmidener Straße 11 (Karte)                      |           | Geschützt nach § 2 DSchG |    |
|                | Gasthaus zum Ochsen                                                                                                  | Waiblingen, Schmidener Straße 19 (Karte)                      |           | Geschützt nach § 2 DSchG |    |
|                | Wohn- und Geschäftshaus                                                                                              | Waiblingen, Schmidener Straße 22 (Karte)                      |           | Geschützt nach § 2 DSchG |    |
| Weitere Bilder | Wasserturm | Waiblingen, Stuttgarter Straße 112 (Karte)                    |           | Südwestlich des historischen Stadtkernes in erhöhter Lage stehender Wasserturm von 1926. Geschützt nach § 2 DSchG |    |
|                | Wohnhaus | Waiblingen, Untere Sackgasse 1, 3 (Karte)                     |           | Geschützt nach § 2 DSchG |    |
|                | Stadtmauer | Waiblingen, Untere Sackgasse 4 und 6 (Karte)                  |           | Geschützt nach § 12 DSchG |    |
|                | Wohn- und Handwerkerhaus (sog. Spital) mit Scheuer                                                                   | Waiblingen, Untere Sackgasse 4 und 6 (Karte)                  |           | Geschützt nach § 2 DSchG | BW |
|                | Stadtmauer | Waiblingen, Untere Sackgasse 6/1, 8, 10, 12 (Karte)           |           | Geschützt nach § 12 DSchG |    |
|                | Holzgartenhäuschen                                                                                                   | Waiblingen, Waldmühleweg 23 (Karte)                           |           | Geschützt nach § 2 DSchG |    |
|                | Waldmühle | Waiblingen, Waldmühleweg 74 (Karte)                           |           | Geschützt nach § 2 DSchG |    |
|                | Wohn- und Gasthaus                                                                                                   | Waiblingen, Weingärtnervorstadt 1                             |           | Geschützt nach § 2 DSchG |    |
|                | Heinrichs- oder Häcker’sche Mühle                                                                                    | Waiblingen, Weingärtnervorstadt 16                            |           | Geschützt nach § 2 DSchG |    |
| Weitere Bilder | Sog. Großes Haus | Waiblingen, Weingärtnervorstadt 20                            |           | Wird als „Haus der Stadtgeschichte“ genutzt. Geschützt nach § 2 DSchG |    |
| Weitere Bilder | Gerberhaus | Waiblingen, Weingärtnervorstadt 22, 22/1                      |           | Geschützt nach § 2 DSchG |    |
| Weitere Bilder | Bauernhaus | Waiblingen, Weingärtnervorstadt 30                            |           | Geschützt nach § 2 DSchG |    |
| Weitere Bilder | Wohnhaus | Waiblingen, Weingärtnervorstadt 32                            |           | Geschützt nach § 2 DSchG |    |
|                | Wohnhaus | Waiblingen, Zwerchgasse 3 (Karte)                             |           | Geschützt nach § 2 DSchG |    |
| Weitere Bilder | Wohnhaus | Waiblingen, Zwerchgasse 5 (Karte)                             |           | Geschützt nach § 2 DSchG |    |
| Weitere Bilder | Sog. Caspari’scher Bau                                                                                               | Waiblingen, Zwerchgasse 6 (Karte)                             |           | Geschützt nach § 2 DSchG |    |
| Weitere Bilder | Wohnhaus | Waiblingen, Zwerchgasse 7 (Karte)                             |           | Geschützt nach § 2 DSchG |    |
|                | Wohnhaus | Waiblingen, Zwerchgasse 8 (Karte)                             |           | Geschützt nach § 2 DSchG | BW |
|                | abgegangenes Pauliner-Eremiten-Kloster                                                                               | Waiblingen, Flur Gundelsbach, Flstnr. 7295, 7298              |           | 1359 werden Bruderhaus und Kapelle im Wald Gundelsbach durch die Stadt Waiblingen gestiftet und wohl um 1461 erneuert (im Bauernkrieg zerstört, werden 1537 die Güter eingezogen und 1613 ein Waldschützenhaus am Standort errichtet). Geschützt nach § 2 DSchG                           |    |
|                | Kelleranlage und Rundbogenportal                                                                                     | Beinstein, Ellweg 1 und 3 (Karte)                             |           | Geschützt nach § 2 DSchG |    |
| Weitere Bilder | Rems-Brücke | Beinstein, Endersbacher Straße o. Nr. (Karte)                 | 1825/1826 | Südlich außerhalb des Ortes gelegene, dreibogige Brücke über die Rems. Im Volksmund wurde die ca. 40 m lange Brücke früher Königsbrücke, heute wird sie Rialtobrücke genannt. Seit 1979 unter Denkmalschutz. Geschützt nach § 12 DSchG                                                    |    |
|                | Ökonomiegebäude | Beinstein, Endersbacher Straße 8 (Karte)                      |           | Geschützt nach § 2 DSchG |    |
|                | Gehöft | Beinstein, Endersbacher Str. 13/15 (Karte)                    |           | Geschützt nach § 2 DSchG |    |
|                | Backhaus, Stallscheune und Kellerhaus (Sachgesamtheit)                                                               | Beinstein, Geheime Mühle 1, 2, 2a (Karte)                     |           | Geschützt nach § 2 DSchG |    |
|                | Ehem. Weingärtnerhaus                                                                                                | Beinstein, Großheppacher Straße 5 (Karte)                     |           | Geschützt nach § 2 DSchG |    |
|                | Scheuer | Beinstein, Im Berg 5 (Karte)                                  |           | Geschützt nach § 2 DSchG |    |
|                | Pfarrhof | Beinstein, Im Berg 8 (Karte)                                  |           | Geschützt nach § 2 DSchG |    |
|                | Gehöft | Beinstein, Im Berg 10 (Karte)                                 |           | Geschützt nach § 2 DSchG |    |
|                | Wohnhaus | Beinstein, Kleinheppacher Straße 1 (Karte)                    |           | Geschützt nach § 28 DSchG |    |
|                | Weingärtnerhaus | Beinstein, Kleinheppacher Straße 5 (Karte)                    |           | Geschützt nach § 2 DSchG |    |
|                | Wohnhaus | Beinstein, Kleinheppacher Straße 7 (Karte)                    |           | Geschützt nach § 28 DSchG |    |
|                | Scheune | Beinstein, Kleinheppacher Straße 9 (Karte)                    |           | Geschützt nach § 2 DSchG |    |
|                | Gehöft | Beinstein, Küferstraße 16 (Karte)                             |           | Geschützt nach § 2 DSchG | BW |
|                | Brunnen | Beinstein, Rathausstraße                                      |           | Geschützt nach § 28 DSchG |    |
|                | Rathaus | Beinstein, Rathausstraße 18 (Karte)                           |           | Geschützt nach § 28 DSchG |    |
|                | Wohnhaus | Beinstein, Rathausstraße 36 (Karte)                           |           | Geschützt nach § 2 DSchG |    |
|                | Backhaus | Beinstein, Rathausstraße 41 (Karte)                           |           | Geschützt nach § 2 DSchG |    |
|                | Scheune | Beinstein, Rathausstraße 78 (Karte)                           |           | Geschützt nach § 2 DSchG |    |
|                | Parallel-Gehöft | Beinstein, Rathausstraße 86, 86a (Karte)                      |           | Geschützt nach § 2 DSchG |    |
| Weitere Bilder | Ev. Pfarrkirche und Kirchhof                                                                                         | Beinstein, Rathausstraße 98 (Karte)                           |           | Am westlichen Ortsrand leicht erhöht gelegene ev. Pfarrkirche St. Stephan (1459 mit jüngeren Veränderungen) mit Kirchhof samt Ummauerung. Geschützt nach § 28 DSchG |    |
|                | Bauern- und Weingärtnerhaus                                                                                          | Beinstein, Untere Bergstraße 3 (Karte)                        |           | Geschützt nach § 2 DSchG |    |
|                | römische Töpfereisiedlung                                                                                            | Beinstein, Flur Bildstöckle                                   |           | Westlich von Beinstein gelegene provinzialrömische Töpfereisiedlung. Geschützt nach § 2 DSchG |    |
|                | römischer Gutshof | Beinstein, Flur Domhainle                                     |           | Südwestlich des Ortes am Remsufer gelegener römischer Gutshof. Geschützt nach § 2 DSchG |    |
|                | Weinberg-Schutzhäuschen                                                                                              | Beinstein, Waldgrundstück (Flstnr. 7301)                      |           | Geschützt nach § 2 DSchG |    |
|                | Alter Friedhof | Bittenfeld, Alemannenstraße                                   |           | Geschützt nach § 2 DSchG |    |
|                | Ehem. Zehntscheune                                                                                                   | Bittenfeld, Alemannenstraße 4 (Karte)                         |           | Geschützt nach § 2 DSchG |    |
|                | Gehöft | Bittenfeld, Leintelstraße 3/5 und 3/1 (Karte)                 |           | Geschützt nach § 2 DSchG |    |
|                | Gehöft | Bittenfeld, Leintelstraße 9/11, 9/1, 11/1 (Karte)             |           | Geschützt nach § 2 DSchG |    |
|                | Bauernhaus | Bittenfeld, Obere Brunnenstraße 1                             |           | Existiert nicht mehr. Geschützt nach § 2 DSchG |    |
|                | Ruine der Liebfrauenkapelle                                                                                          | Bittenfeld, Schillerstraße 51 (Karte)                         |           | Geschützt nach § 28 DSchG |    |
|                | Weingärtnerhaus | Bittenfeld, Schillerstraße 93 (Karte)                         |           | Geschützt nach § 2 DSchG |    |
|                | Wohnhaus | Bittenfeld, Schillerstraße 99 (Karte)                         |           | Geschützt nach § 28 DSchG |    |
|                | Scheune | Bittenfeld, Schillerstraße 101 (Karte)                        |           | Geschützt nach § 2 DSchG |    |
|                | Wohnhaus | Bittenfeld, Schillerstraße 103 (Karte)                        |           | Geschützt nach § 2 DSchG |    |
|                | Schillerhaus | Bittenfeld, Schillerstraße 105 (Karte)                        |           | Geschützt nach § 2 DSchG |    |
|                | Gehöft | Bittenfeld, Schillerstraße 108 (Karte)                        |           | Geschützt nach § 2 DSchG |    |
|                | Mehrbaugehöft | Bittenfeld, Schillerstraße 109, 111, 113 (Karte)              |           | Geschützt nach § 2 DSchG |    |
|                | Ev. Pfarrkirche | Bittenfeld, Schillerstraße 110 (Karte)                        |           | Geschützt nach § 28 DSchG |    |
|                | Altes Rathaus | Bittenfeld, Schillerstraße 112 (Karte)                        |           | Geschützt nach § 2 DSchG |    |
|                | Weingärtnerhaus | Bittenfeld, Schillerstraße 124 (Karte)                        |           | Geschützt nach § 2 DSchG |    |
|                | Weingärtner- und Bauernhaus                                                                                          | Bittenfeld, Schillerstraße 130 (Karte)                        |           | Geschützt nach § 2 DSchG |    |
|                | Ehem. ev. Pfarrhof                                                                                                   | Bittenfeld, Schillerstraße 142, 144 (Karte)                   |           | Geschützt nach § 2 DSchG |    |
|                | Bindhaus (ehem. Schlossküferei)                                                                                      | Bittenfeld, Schlossgasse 10/12 (Karte)                        |           | Geschützt nach § 2 DSchG |    |
|                | Reihengehöft | Bittenfeld, Schlosshof 3 - 8 (Karte)                          |           | Geschützt nach § 2 DSchG |    |
|                | Löwenbrunnen | Bittenfeld, Schmiedgasse/Gumpengasse                          |           | Geschützt nach § 28 DSchG |    |
|                | Wohn- und Handwerkerhaus mit Scheune                                                                                 | Bittenfeld, Schmiedgasse 2, 2a (Karte)                        |           | Geschützt nach § 2 DSchG |    |
|                | Gehöft | Bittenfeld, Schmiedgasse 6, 6a (Karte)                        |           | Geschützt nach § 2 DSchG |    |
|                | Keller | Bittenfeld, Schwaikheimer Straße 7 (Karte)                    |           | Geschützt nach § 2 DSchG |    |
|                | Ehem. Weingärtnerhaus                                                                                                | Bittenfeld, Viehweg 9 (Karte)                                 |           | Geschützt nach § 2 DSchG | BW |
|                | Hochwiesen Brücke | Bittenfeld, Flstnr. 2098, 2159, FW 16                         |           | Geschützt nach § 2 DSchG |    |
|                | Gehöft | Hegnach, Am Haldenholz 12/14 (Karte)                          |           | Geschützt nach § 2 DSchG |    |
|                | Wohnhaus | Hegnach, Friedenstraße 1 (Karte)                              |           | Geschützt nach § 2 DSchG |    |
|                | Sog. Jägerhaus (Sachgesamtheit)                                                                                      | Hegnach, Hauptstraße 1 (Karte)                                | 1738      | Geschützt nach § 2 DSchG |    |
|                | Wohnhaus | Hegnach, Hauptstraße 51/53 (Karte)                            |           | Geschützt nach § 2 DSchG |    |
| Weitere Bilder | Ev. Pfarrkirche | Hegnach, Kirchstraße 15 (Karte)                               |           | Geschützt nach § 28 DSchG |    |
|                | Bauernhaus | Hohenacker, Bergstraße 20 (Karte)                             |           | Geschützt nach § 2 DSchG |    |
|                | Ehem. Dorfkelter | Hohenacker, Bergstraße 23 (Karte)                             |           | Geschützt nach § 2 DSchG |    |
|                | Bauernhaus | Hohenacker, Bergstraße 27 (Karte)                             |           | Geschützt nach § 2 DSchG |    |
| Weitere Bilder | Ev. Pfarrkirche | Hohenacker, Karl-Ziegler-Straße 31 (Karte)                    |           | Zentral im Ort in leicht erhöhter Lage stehende ev. Pfarrkirche St. Erhart (1489 mit jüngeren Veränderungen). Geschützt nach § 28 DSchG |    |
|                | Gehöft | Hohenacker, Karl-Ziegler-Straße 38 (Karte)                    |           | Geschützt nach § 2 DSchG |    |
|                | Massiver Sockelbereich des Wohnhauses                                                                                | Hohenacker, Lindenstraße 19 (Karte)                           |           | Geschützt nach § 2 DSchG |    |
|                | Bahnhof mit Nebengebäude (Sachgesamtheit)                                                                            | Neustadt, Bahnhofsplatz 5 (Karte)                             |           | Geschützt nach § 2 DSchG |    |
|                | Quergeteiltes Einhaus                                                                                                | Neustadt, Erbachhof 11                                        |           | Geschützt nach § 2 DSchG |    |
|                | „Pferdestandsäule“                                                                                                   | Neustadt, Erbachhof (bei dem Geb. Nr. 23)                     |           | Geschützt nach § 2 DSchG |    |
|                | Ev. Pfarrhaus | Neustadt, Hintere Gasse 20 (Karte)                            |           | Geschützt nach § 2 DSchG |    |
|                | Wirtshausausleger | Neustadt, Im Unterdorf 1 (Karte)                              |           | Geschützt nach § 2 DSchG |    |
|                | Gehöft | Neustadt, Im Unterdorf 8, 10 (Karte)                          |           | Geschützt nach § 2 DSchG |    |
|                | Wohnhäuser/Keller | Neustadt, Im Unterdorf 12, 14 (Karte)                         |           | Geschützt nach § 2 DSchG |    |
|                | Ev. Pfarrkirche | Neustadt, Im Unterdorf 18 (Karte)                             |           | Erhöht auf einem Bergsporn östlich des Remstales gelegene ev. Pfarrkirche St. Martin (14. Jh.) mit Resten der Kirchhofmauer in umgebender historischer Bebauung. Geschützt nach § 28 DSchG                                                                                                |    |
|                | Wohnhaus | Neustadt, Im Unterdorf 27 (Karte)                             |           | Geschützt nach § 2 DSchG |    |
|                | Wohnhaus | Neustadt, Im Unterdorf 38 (Karte)                             |           | Geschützt nach § 2 DSchG |    |
|                | Bauernhaus auf dem Burggelände                                                                                       | Neustadt, Im Unterdorf 52, Flstnr. 138 (Karte)                |           | Hoch über dem Remstal ist auf dem westlichen Sporn eines Muschelkalkplateaus um 1300 ein Steinhaus in einer möglicherweise bestehenden Burganlage errichtet worden (vermutlich im Dreißigjährigen Krieg zerstört). Geschützt nach § 2 DSchG                                               |    |